# Eruditos bizantinos en el Renacimiento

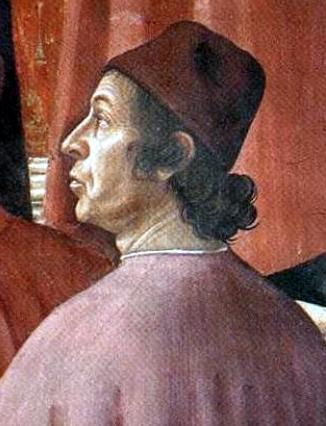
Demetrio Calcocondilas (hermano de Laónico Calcocondilas) (1424–1511) fue un erudito renacentista griego, humanista y profesor de filosofía griega y platónica.

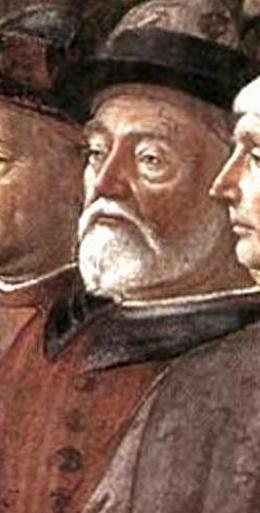
Juan Argirópulo (1415–1487) fue un erudito renacentista griego que tuvo un papel prominente en el resurgimiento de la filosofía griega en Italia.

Numerosos eruditos consideran que la migración de sabios bizantinos tras el saqueo de Constantinopla por los cruzados (1204) y la caída del Imperio bizantino ante los otomanos (1453), es una de las claves del resurgimiento de los estudios griegos y romanos que condujeron al surgimiento del humanismo renacentista y la ciencia. Estos emigrados eran gramáticos, humanistas, poetas, escritores, impresores, conferencistas, músicos, astrónomos, arquitectos, académicos, artistas, escribientes, filósofos, científicos, políticos y teólogos, que aportaron a Europa occidental el remanente de conocimiento de cultura griega clásica que habían acumulado y preservado relativamente bien, y que en Occidente casi no había logrado sobrevivir a los años oscuros.
Su principal papel en el humanismo renacentista fue enseñarles griego a sus homólogos occidentales tanto en las universidades como en privado, así como difundir los textos antiguos. Sus precursores fueron Barlaam de Calabria (Bernardo Massari) y Leoncio Pilato, ambos provenientes de la Calabria culturalmente bizantina del sur de Italia. El impacto de estos dos eruditos en los primeros humanistas del Renacimiento es indiscutible.
El Colegio Pontificio Griego fue una fundación de Gregorio XIII, que estableció una universidad en Roma para recibir a los jóvenes griegos de todos los países donde se usara el rito griego, y por consiguiente para los refugiados griegos en Italia así como para los rutenos y los melquitas de Egipto y Siria. Estos jóvenes debían estudiar teología a fin de difundir posteriormente conocimientos tanto sagrados como profanos entre sus compatriotas, y facilitar la reunificación con las iglesias cismáticas. De una sola vez se comenzó la construcción del colegio y de la iglesia de san Atanasio, unidos por un puente sobre la Via dei Greci. Los primeros estudiantes llegaron ese mismo año (1577) y hasta que se hubo ultimado la construcción del colegio se hospedaron en otra parte.
Además de los italianos septentrionales que habitaban territorios de la península y de Sicilia antes bizantinos y aún muy vinculados con la cultura de Bizancio -en muchas zonas incluso seguían hablando griego-, hacia 1500 había una comunidad de unos 5.000 hablantes de griego en Venecia. Los venecianos también gobernaban Creta, Dalmacia, e islas y ciudades portuarias dispersas por los territorios del antiguo imperio, cuya población había aumentado con los refugiados de otras provincias bizantinas, que preferían un gobierno veneciano antes que uno otomano. Creta era especialmente notable por su escuela de iconografía, que después de 1453 se convirtió en la más importante del mundo griego.

## Contribución de los eruditos griegos al renacimiento italiano

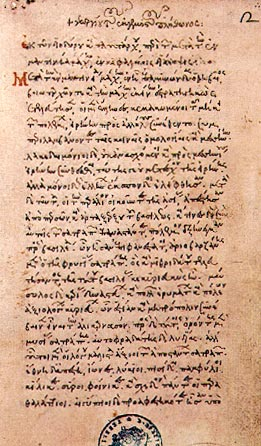
Uno de los manuscritos de Jorge Gemisto (Pletón), en griego, escrito a principios del.

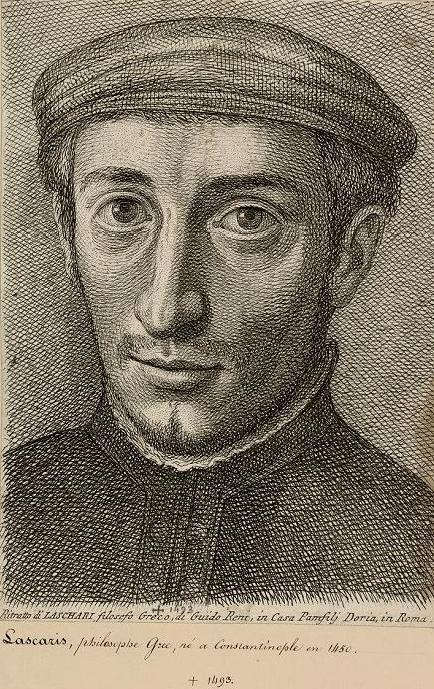
Constantino Láscaris.

Si bien ciertas ideas desarrolladas en la antigua Roma ya gozaban de popularidad entre los eruditos del siglo XIV, y su importancia para el renacimiento es innegable, las lecciones sobre cultura griega por parte de los intelectuales bizantinos cambió el curso del humanismo y del propio renacimiento. La cultura griega influenció todos los aspectos de los studia humanitatis, y en particular la historia y la filosofía se vieron profundamente afectadas por los textos e ideas provenientes de Bizancio. La historia cambió gracias al redescubrimiento y la difusión de los escritos de los historiadores griegos, y el conocimiento de los tratados historiográficos griegos contribuyó a que el objetivo de la historia pasara a ser el de guiar hacia una vida virtuosa a base del estudio de los acontecimientos y personajes del pasado. Los efectos de este renovado conocimiento de la historia griega se pueden ver en los escritos de los humanistas sobre la virtud, que fue un tema popular, y que se muestran específicamente en los ejemplos provistos por la antigüedad griega que exhiben tanto las virtudes como los vicios. Tanto la filosofía aristotélica como la platónica afectaron al renacimiento provocando debates sobre el lugar del hombre en el universo, la inmortalidad del alma y la habilidad de perfeccionarse mediante la virtud. El florecimiento de los escritos filosóficos en el siglo XV revelan el impacto de la filosofía y la ciencia griegas en el renacimiento. La resonancia de estos cambios perduró siglos después del renacimiento, no solo en los escritos de los humanistas, sino también hasta el presente en la educación y los valores de Europa y de la sociedad occidental.
Deno Geanakopoulos, en su obra sobre la contribución de los eruditos bizantinos al renacimiento, ha resumido su aportación en tres cambios principales sobre el pensamiento renacentista: 1) A principios del siglo XIV, en Florencia, el énfasis inicial en la retórica por el énfasis en la filosofía metafísica mediante la introducción y reinterpretación de los textos platónicos, 2) En Venecia y Padua mitigando el predominio del Aristóteles averroísta en la ciencia y la filosofía suplementándolo, aunque no reemplazándolo por completo, con las tradiciones bizantinas basadas en los comentadores antiguos y bizantinos de Aristóteles, 3) y a mediados del siglo XV en Roma, mediante el énfasis, no en ninguna escuela filosófica, sino en la producción de versiones más auténticas y confiables de textos griegos relevantes para todos los campos del humanismo y la ciencia, así como de los padres griegos de la iglesia. No menos importante fue su influencia directa o indirecta en la exégesis del propio Nuevo Testamento mediante las correcciones bíblicas a la vulgata latina hechas por Lorenzo Valla a la luz de los textos griegos bajo la inspiración de Besarión.

## Eruditos
- León Alacio, Roma, bibliotecario de la biblioteca del Vaticano
- Jorge Amiroutzés, Florencia, aristotélico
- Enrique Aristipo
- Miguel Apostolio, Roma
- Aristóbulo Apostolio
- Arsenio Apostolio
- Juan Argirópulo, Universidades del Florencia, Roma
- Simón Atumano, obispo de Gerace, Calabria
- Basilio Besarión
- Barlaam de Seminara, que enseñó a Petrarca algunos rudimentos del idioma griego
- Zacarías Calierges, Roma
- Laónico Calcocondilas, historiador griego que habría ido a Venecia con su hermano Demetrio Calcocondilas
- Demetrio Calcocondilas, escritor y gramático griego, hiza las primeras ediciones en italiano de las obras de Homero e Isócrates.
- Teófilo Calcocondilas, Florencia
- Manuel Crisoloras, Florencia, Pavía, Roma, Venecia, Milán
- Juan Crisoloras, erudito y diplomático: pariente de Manuel Crisoloras, mecenas de Francisco Filelfo
- Andrónico Contoblacas, Basilea, maestro de Johann Reuchlin
- Juan Craston, Módena, diccionario grecolatino
- Andrónico Calisto, Roma
- Demetrio Cidonio
- Mateo Devaris, Roma
- Demetrio Ducas
- Elías del Medigo, Venecia
- Antonio Eparco, Venecia, erudito y poeta
- Antonio de Ferraris, académico, doctor y humanista
- Teodoro Gaza, primer decano de la universidad del Ferrara, Nápoles y Roma
- Jorge Gemisto Pletón, maestro de Besarión
- Jorge de Trebizonda, Venecia, Florencia, Roma
- Jorge Hermónimo, Universidad de París, maestro de Erasmo, Reuchlin, Guillermo Budeo and Jacques Lefèvre d'Étaples
- Jorge Calafates (ca. 1652 – ca. 1720), profesor griego de medicina teórica y práctica[13]
- Andrés Musalo (ca. 1665/6 – ca. 1721), Greek professor of mathematics, philosopher and architectural theorist[14]
- Nicolás Caliaquio (1645–1707) erudito y filósofo griego que floereció en Italy.[15]
- Mateo Camariotes
- Isidoro de Kiev
- Juan Cigalas (ca. 1622 – 1687), erudito y profesor de filosofía y lógica[16]
- Juan Cotunio, Padua
- Constantino Calocrato
- Constantino Láscaris, Universidad de Mesina
- Andrés Juan Láscaris o Rindaceno, Roma
- Leonardo de Quíos, prelado católico de origen griego
- Nicolás Lucanes, Venecia
- Máximo el Griego, estudió en Italia antes de irse a Rusia
- Máximo Margunio, Venecia
- Marcos Musuro, Universidad de Padua
- Miguel Marulo Tarcaniota, Ancona y Florencia, amigo y pupilo de Joviano Pontano
- Leonardo Filarás (1595–1673), uno de los primeros defensores de la independencia griega[17]
- Leoncio Pilato, enseñó algunos rudimentos del idioma griego a Boccacio
- Máximo Planudes, Roma, Venecia
- Francisco Porto, Venecia, Ferrara, Génova
- Juan Servópulo, erudito, profesor, Oxford
- Nicolás Sofiano, Roma, Venecia: erudito y geógrafo, creador de la Totius Graeciae Descriptio
- Nicolás Leónico Tomeo, Venice, Padua
- Jacobo Triboles, Venecia
- Gregorio Tifernate, París, maestro de Jacques Lefèvre d'Étaples y de Roberto Gaguin
- Gerásimo Blaco, Venecia
- Francisco Maurolico, matemático y astrónomo de Sicilia